# Rhyacophila occidentalis
Rhyacophila occidentalis är en nattsländeart som beskrevs av Mclachlan 1879. Rhyacophila occidentalis ingår i släktet Rhyacophila och familjen rovnattsländor. Inga underarter finns listade i Catalogue of Life.